# Канадско-малайзийские отношения
Канадско-малайзийские отношения — двусторонние дипломатические отношения между Канадой и Малайзией. Государства имеют долгую историю тесных и дружеских двусторонних отношений. Канада и была одной из первых стран, признавших независимость Малайзии. Являются полноправными членами Содружества наций.

## Наука и технологии

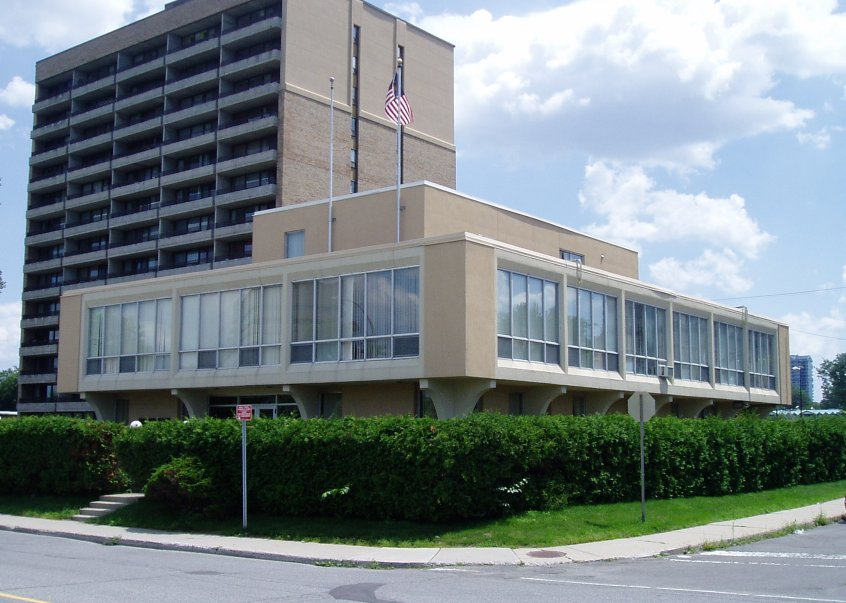
Высокая комиссия Малайзии в Оттаве

Государства укрепляют связи в таких секторах, как: аэрокосмическая промышленность, зелёные технологии, сельское хозяйство, транспорт, нефть и газ.
В частности, государственная нефтегазовая компания Малайзии Petronas владеет 25 % акций LNG Canada, что составляет 40 млрд канадских долларов, что является крупнейшей частной инвестицией в истории Канады. Канада является вторым по величине партнёром Petronas после Малайзии.

## Торговля
Торговые отношения Канады с Малайзией включает сотрудничество в нескольких секторах. Малайзия также является одним из членов Транстихоокеанского стратегического экономического партнёрства, к которому Канада присоединилась в 2012 году. В 2018 году Канада стремилась расширить торговые отношения с малазийским штатом Сабах, особенно в сфере инфраструктуры, энергетики, информационно-коммуникационных технологий, очистки воды и отходов, поскольку имеет опыт в этих областях, а также в образовании.

## Дипломатические представительства
- Канада имеет высокую комиссию в Куала-Лумпуре[11]. Высшим комиссаром является Уэйн Робсон[12]. Также в Пенанге есть консульство, возглавляемое почётным консулом[1].
- Малайзия содержит высокую комиссию в Оттаве[13], которая расположена по адресу 60 Boteler Street.

Первым Высшим комиссаром Малайзии в Канаде был Тан Шри Онг Йоке Лин, назначенный в апреле 1967 года. Действующим Высшим комиссаром Малайзии в Канаде является Сити Хаджар Аднин с июня 2021 года, которая сменила Дато Нор Айни Абд Хамид (с 2019 по 2021 год). Ранее Высшим комиссаром была Дато Аминахтун (с 2016 по 2018 год), а до неё Дато Хаяти Исмаил (2011—2015 годы).